# 申酉控股
申酉控股有限公司，簡稱申酉控股（英語：Shen You Holdings Limited，港交所：8377）可追溯至1972年由陳志剛成立，並於1995年將工廠及製造工序由香港遷至中國，而現任主席兼行政總裁黃國偉亦於當時由陳志剛夫婦處收購該公司。業務以生產及銷售縫紉線為主，以及用於服裝的滌綸線。按2016年產值計算，公司在廣東省縫紉線行業排行第6，而當年廣東省就佔了全中國縫紉線總產量近半。
股份在2017年12月15日於港交所創業板上市。招股價介乎0.25元至0.375元，發行2億新股，其中10%作公開發售，集資最多7,500萬港元，每手1萬股，入場費3,787.79元。集資所得的69%將用作生產線升級，10%用於購買絡紗機，9%用來購買新機器生產尼龍線，3%用於浙江設辦事處。
2019年2月28日，申酉控股的合規顧問辭任。申酉控股公布，公司與華邦融資有限公司相互同意終止雙方日期為2017年11月29日的合規顧問協議，由於華邦一位主要人員的離職導致華邦不符合有關牌照及監管規定，故華邦無法繼續為申酉控股提供合規顧問服務。該終止將於2019年2月28日生效。

## 連結
- （页面存档备份，存于）